# Лунгівська волость
Лунгівська волость — історична адміністративно-територіальна одиниця Тираспольського повіту Херсонської губернії.
Станом на 1886 рік складалася з 9 поселень, 10 сільських громад. Населення — 9658 осіб (4902 осіб чоловічої статі та 4756 — жіночої), 1988 дворових господарства.
|                     | Площа, десятин | У тому числі орної, дес. |
| ------------------- | -------------- | ------------------------ |
| Сільських громад    | 20 361         | 11 328                   |
| Приватної власності | 337            | 131                      |
| Казенної власності  | 2 133          | 80                       |
| Іншої власності     | 595            | 450                      |
| Загалом             | 23 426         | 11 989                   |

Основні поселення волості:
- Лунга — село при річці Дністер за 60 верст від повітового міста, 872 особи, 171 двір, школа, лавка.
- Дороцьке — село при річці Дністер, 1084 особи, 206 двір, православна церква, школа.
- Коржеве — село при річці Дністер, 777 осіб, 154 двори, православна церква.
- Кучіери — село при річці Дністер, 1171 особа, 240 дворів, православна церква.
- Кошниці — село при річці Дністер, 2133 особи, 48 дворів, православна церква, лавка.
- Магала — село при річці Дністер, 511 особи, 95 дворів, православна церква, лавка.
- Маловатова — село при річці Дністер, 906 осіб, 183 двори, православна церква.
- Перерите — село при річці Дністер, 1150 осіб, 254 двори, православна церква, 5 лавка.
- Погреби — село при річці Дністер, 575 осіб, 130 дворів, православна церква.